# 양호전기
양호전기(兩湖電記)는 대한민국 전북특별자치도 덕천면 동학로 742 동학농민혁명기념관에 있는, 1894년 동학농민혁명과 당시 정부 진압군의 입장을 구체적으로 알 수 있는 1차적 자료이다. 2015년 12월 28일 전라북도의 유형문화재 제234호로 지정되었다.

## 지정 사유
양호전기는 1894년 동학농민혁명과 당시 정부 진압군의 입장을 구체적으로 알 수 있는 1차적 자료로서, 초토사 홍계훈과 각처(各處) 사이에 주고받은 전보를 날짜순으로 수록한 것임. 동학농민혁명 당시 전주성 공방전과 5월 8일 전주화약이 성립되는 과정을 상세히 기록하고 있어 사료적 가치가 매우 높다.

## 같이 보기
- 동학농민혁명기념관

## 참고 자료
- 양호전기 - 국가유산청 국가유산포털